# 雪泣夜
『雪泣夜』（せつないよ）は、2002年1月1日に発売された小林幸子のシングルである。

## 概要
- 第53回NHK紅白歌合戦出場曲。
- 同年6月21日には新たにSEとセリフを追加し、カップリング曲を差し替えた新装盤が発売された。

## 収録曲
1. 雪泣夜
  - 作詞：津城ひかる／作曲：あらい玉英／編曲：南郷達也
2. 雪・月・花
  - 作詞：荒木とよひさ／作曲：弦哲也／編曲：丸山雅仁
3. 雪泣夜（オリジナル・カラオケ）
4. 雪・月・花（オリジナル・カラオケ）

### 新装盤
1. 雪泣夜（SE入り）
2. 誰かがそばにいる〜「ほんまもん」テーマより
  - 作詞：小林幸子／作曲・編曲：千住明
3. 雪泣夜（オリジナル・カラオケ）
4. 誰かがそばにいる（オリジナル・カラオケ）